# Уманець Семен Дем'янович
Семен Дем'янович Уманець — представник глухівсько-ніжинської династії Уманців, Глухівський міський отаман та Глухівський сотенний отаман (є відомості за 1718 рік).

## Життєпис
Його дід Уманець Пилип Іванович (? — після 1674) тричі обирався Глухівським сотником в 1653—1668 роках. Він обіймав також уряд Ніжинського полковника у 1669—1674 роках Батько Дем'ян Уманець, протопіп соборної Троїцької церкви у Глухові (є відомості за 1680 р.). Брат Петро (?-1726) — бунчуковий товариш.
Володів частиною Годунівки.
Діти
- Степан Семенович (? — 1737) — сотник глухівський (1726 — 1767) та янпольський (1772 — 1781).
- Василь Семенович — в 1736 — 1738 роках був ніжинським полковим хорунжим.
- Федір Семенович — ніде не служив[3], товариш сотні Глухівської (1726), військовий товариш (1736—1742 рр.), мав «двір у слободі Веригінській Глухівської сотні»[2].